# پوشاک اسلامی
پوشاک اسلامی لباس اسلامی، لباسی است که مطابق با آموزه‌های اسلام تفسیر می‌شود. مسلمانان انواع مختلفی از لباس‌ها را می‌پوشند که نه تنها از ملاحظات مذهبی بلکه از عوامل عملی، فرهنگی، اجتماعی و سیاسی نیز متأثر است. در دوران مدرن، برخی از مسلمانان لباس‌هایی را بر اساس سنت‌های غربی پذیرفته‌اند، در حالی که برخی دیگر از لباس‌های سنتی مسلمانان استفاده می‌کنند، که در طول قرن‌ها به‌طور معمول شامل لباس‌های بلند و سیال بوده‌است. لباس‌های گشاد علاوه بر مزایای عملی آن در آب و هوای خاورمیانه، عموماً مطابق با آموزه‌های اسلامی تلقی می‌شود، که مقرر می‌دارد نواحی بدن که طبیعت جنسی دارند باید از دید عموم پنهان شوند. لباس سنتی مردان مسلمان حداقل سر و ناحیه بین کمر و زانوها را پوشانده‌است، در حالی که لباس سنتی زنان موها و بدن را از مچ پا تا گردن پنهان می‌کند. برخی از زنان مسلمان نیز صورت خود را می‌پوشانند. پوشش اسلامی تحت تأثیر دو منبع، قرآن و حدیث است. قرآن اصول راهنمایی را ارائه می‌دهد که تصور می‌شود از طرف خدا آمده‌است، در حالی که مجموعه حدیث یک الگوی انسانی را از طریق سنت‌های پیامبر اسلام محمد توصیف می‌کند. شاخه صنعت مد تحت تأثیر اصول اسلامی به عنوان مد اسلامی شناخته می‌شود.